# Hello Saferide
Hello Saferide, artiestennaam van Annika Norlin (Östersund, 22 november 1977) is een Zweedse singer-songwriter. Norlin brak in 2006 internationaal door met haar debuutalbum Introducing...Hello Saferide, dat in 2005 uit kwam. Naar aanleiding van het succes van de plaat maakte ze een wereldtour. Norlin won in Zweden twee Zweedse Grammy's.
Haar tweede album verscheen in 2007 en was meer op haar eigen land gericht; in tegenstelling tot haar Engelstalige debuut was deze plaat geheel Zweedstalig. Het album verscheen niet onder de naam Hello Saferide, maar onder de Zweedse bandnaam Säkert!, wat zoiets als "Echt wel..." betekent.
In 2008 kwam haar derde album uit, het tweede onder de naam Hello Saferide, weer in het Engels dus. De eerste single van het album More Short Stories From Hello Saferide, heette Anna.
Naast zingen is Norlin ook (muziek-) journaliste.

## Discografie

### Albums
- 2005 - Introducing...Hello Saferide
- 2007 - Säkert! (onder de naam Säkert!)
- 2008 - More Modern Short Stories From Hello Saferide

### EP/Singles
- 2005 - If I Don't Write This Song Someone I Love Will Die
- 2005 - My Best Friend
- 2006 - Would You Let Me Play This EP 10 Times a Day?
- 2006 - Long Lost Penpal
- 2007 - Allt som är ditt (als Säkert!)
- 2007 - Vi kommer att dö samtidigt (als Säkert!)
- 2007 - I Was Definitely Made for These Times
- 2008 - Anna